# Рамень (лес)

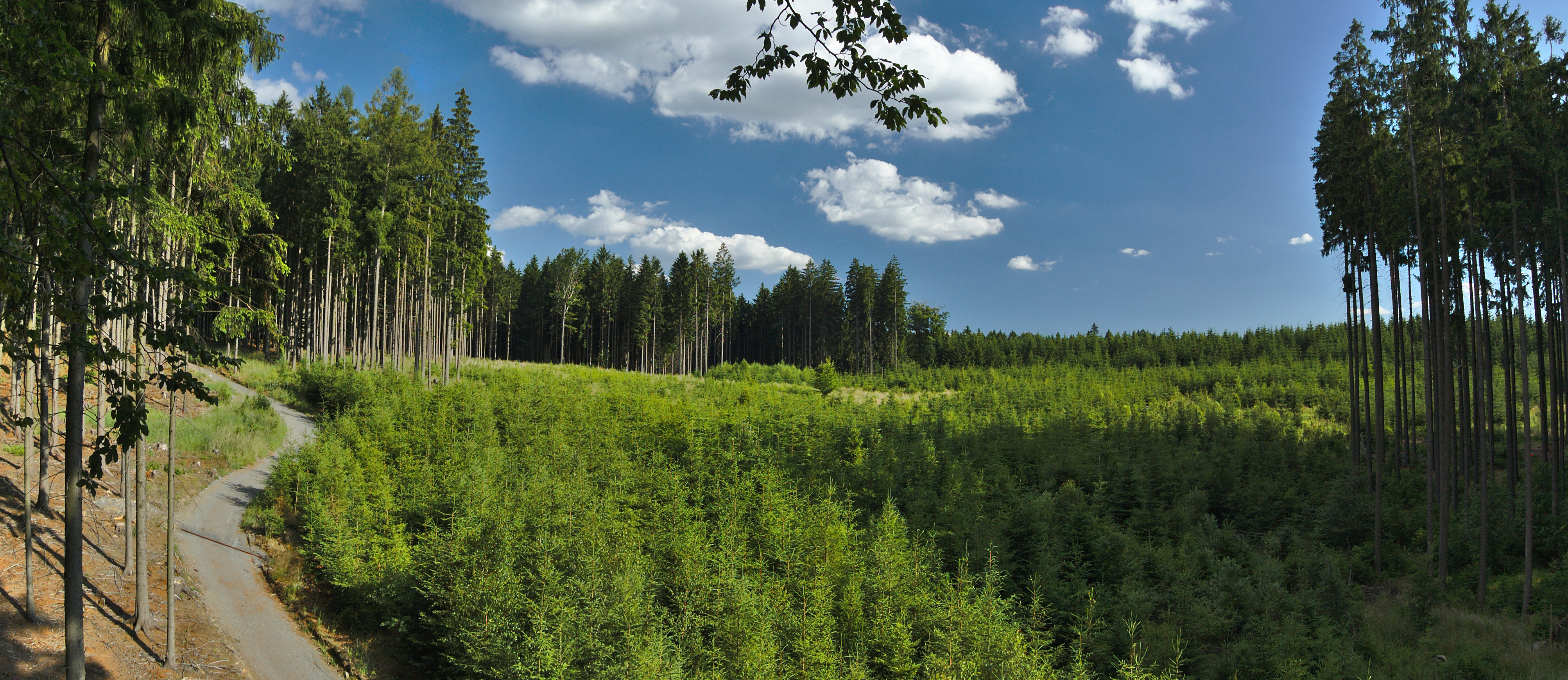
Рамень

Ра́мень (вероятно, от корня со значением «пахать», ср. орало, «лес вдоль пашни») — русское слово, обозначавшее старый высокоствольный еловый или елово-пихтовый лес.
От этого слова произошли следующие топонимы: Раменки, Раменье, Раменское, Рамешки.

## Термин

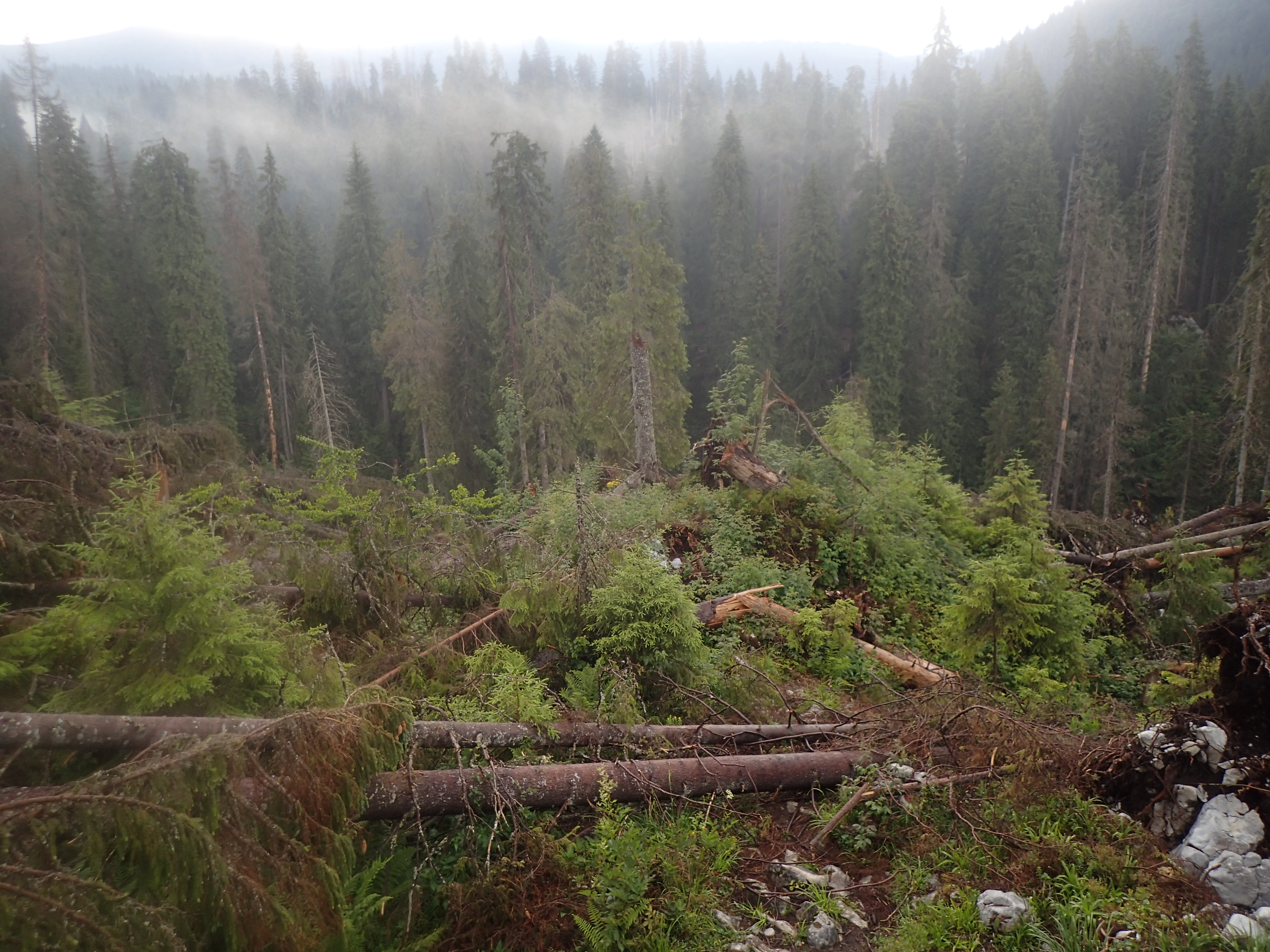
Рамень

Рамень — тип елового леса на возвышенных суглинистых, хорошо дренированных почвах, обладающих относительно высоким плодородием. Благодаря этому леса вырубались, а земли распахивались и оказывались окружёнными старым лесом.
Лесоводы Г. Ф. Морозов, А. А. Крюденер, Е. В. Алексеев и П. С. Погребняк использовали термин «рамень» в лесной типологии.
Иногда к рамени, понимаемой более широко, относят также насаждения из пихты и сосны сибирской.
Постоянна небольшая примесь сосны, осины, берёзы. Древостой высокого класса бонитета. Насаждения характеризуются большой продуктивностью и хорошим качеством древесины.

## Производные

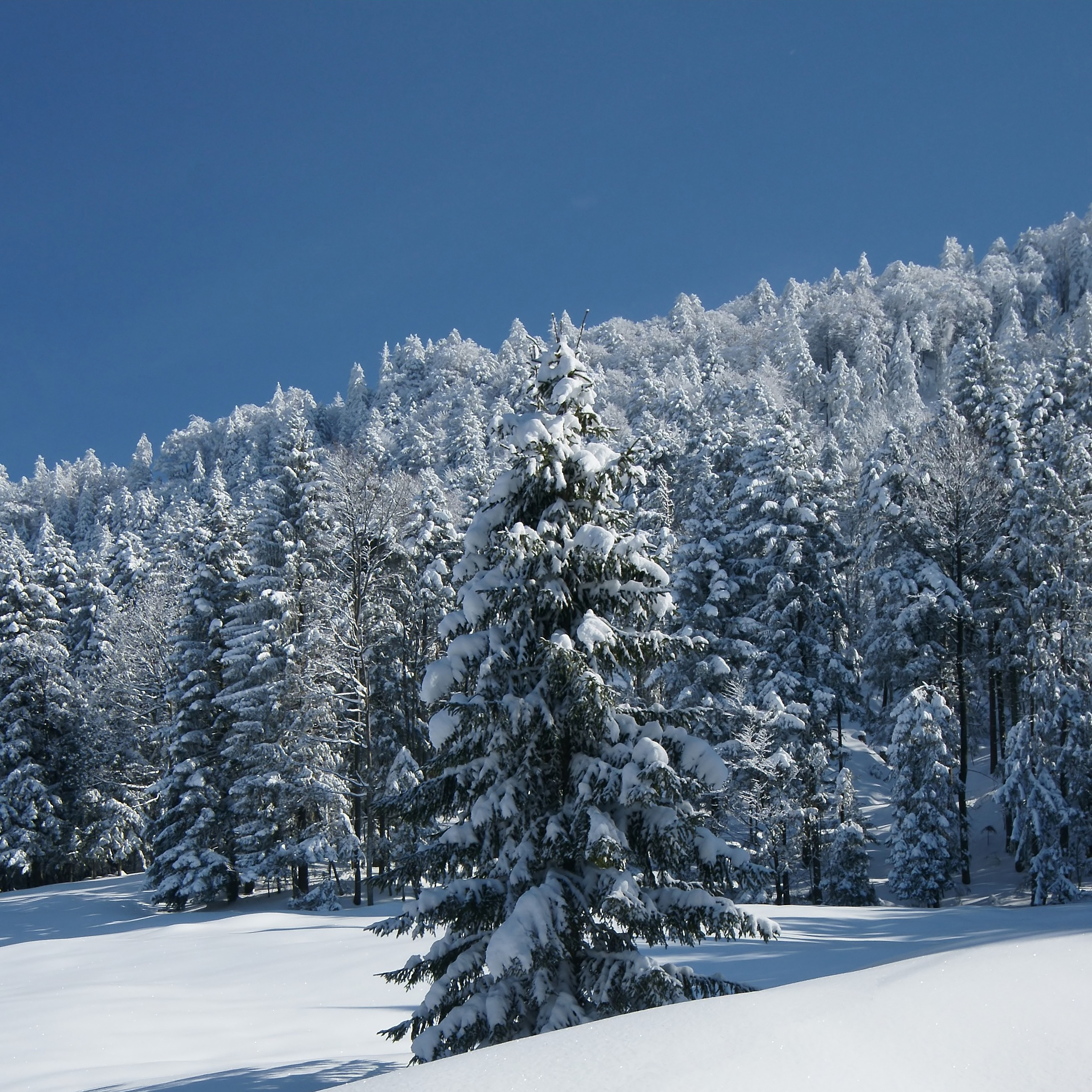
Рамень зимой

Подрамень — еловые леса с примесью мелколиственных древесных пород.
Cурамень — еловые леса с примесью широколиственных древесных пород.
Красная рамень — сосновые леса (из-за характерного цвета коры).